# Pott (Besteck-Manufaktur)
Die Firma C. Hugo Pott, heute Teil der Mono GmbH, wurde 1904 in Solingen von Carl Hugo Pott als Damaszierwerkstätte gegründet. Nach dem Eintritt des Sohnes Carl Pott entwickelte sich die Firma zum bedeutenden Fabrikanten für Tafelbestecke in Alpaka, Silber und Edelstahl.

## Auszeichnungen
Die Besteckentwürfe, die von der Firma produziert wurden und werden, zählen zu den bedeutendsten Designs in diesem Bereich und sind in zahlreichen Museen und Ausstellungen zu finden, so zum Beispiel:
- Carl Potts Besteck von 1935 Nummer 2716 wurde 1937 auf der Weltausstellung in Paris  mit einem Ehrendiplom („Diplôme d´Honneur“)  prämiert.
- Besteck 2716 wurde 1954 in die ständige Sammlung des Museum of Modern Art aufgenommen.

Viele Modelle wurden auch in die von der Deutschen Arbeitsfront (Abt. Schönheit der Arbeit) und später von dem Deutschen Werkbund herausgegebene Loseblattsammlung „Deutsche Warenkunde“ aufgenommen.

## Geschichte
Mit dem Eintritt Carl Potts in die Firma begann die Umgestaltung des Betriebs zur Besteckmanufaktur. Erst durch die eigene Fabrikation konnte er seine künstlerischen Vorstellungen, die vom Bauhaus und dem Werkbund inspiriert waren, umsetzen.
Carl Pott entwarf viele der Bestecke selbst. In der Folge beauftragte er auch so namhafte Designer wie Hermann Gretsch (Pott 81), Wilhelm Wagenfeld (Pott 83), Josef Hoffmann (Pott 86), Hans Schwippert (Pott 29) und viele andere mit den Entwürfen für Bestecke.
Der kommerzielle Erfolg dieser auf Schlichtheit und Klarheit der Form ausgelegten Bestecke trat in den 1950er Jahren ein, als die Firma C. H. Pott für die Lufthansa das „Modell 21“ von Don Wallance (1953) mit eingraviertem Kranich-Logo lieferte. Carl Pott führte das Unternehmen bis zu seinem Tod 1985, danach übernahm sein Sohn Hannspeter den Betrieb, der die künstlerische Linie des Vaters weiterführte.
Bis zuletzt wurden Pott-Bestecke rein handwerklich in zahlreichen manuellen Arbeitsschritten produziert, was das Unternehmen auf dem umkämpften Markt trotz der Qualität der Produkte finanziell in Bedrängnis brachte. 2006 übernahm die Firma Mono GmbH die Marke Pott und verlegte die Produktion von Solingen nach Mettmann, wo auch die Designbestecke der Marke mono gefertigt werden. Die Firmengebäude an der Solinger Ritterstraße wurden 2007 abgerissen.
Nach dem Firmengründer wurde in Solingen der Carl-Hugo-Pott-Weg benannt.

## Pott-Archiv
Seit 2006 befindet sich im Deutschen Klingenmuseum in Solingen-Gräfrath das „Pott-Archiv“ mit Beispielen sämtlicher von Pott produzierter Bestecke, einer Auswahl der rund 170 Auszeichnungen für Design, von Entwicklungsreihen und Mustern. Ferner befinden sich im Archiv noch Entwurfzeichnungen, Kataloge, Prospekte und Werbeanzeigen, die wegen ihrer Lichtempfindlichkeit nur zeitweise gezeigt werden können. 2014 erschien ein umfassender Bestandskatalog des Archivs.